# Hydraena alia
Hydraena alia är en skalbaggsart som beskrevs av Armand D'Orchymont 1934. Hydraena alia ingår i släktet Hydraena och familjen vattenbrynsbaggar. Inga underarter finns listade i Catalogue of Life.